# Alta Ribagorça (comarca històrica)
L'Alta Ribagorça (Auta Ribagòrça en occità, Hautes Rives Gorces en francès i Alta Ribagorza en aragonès i castellà) és una comarca natural i històrica, la part septentrional del comtat de Ribagorça. Comprèn la Vall de Benasc (Benasc, Saünc, Gia, Castilló de Sos, Vilanova d'Éssera, Bissaürri i Sessué), la Vall del Pont de Suert (Vall de Boí, Vilaller i el Pont de Suert) i el Paülès (Areny de Noguera, Bonansa, Montanui, les Paüls, el Pont de Montanyana i Sopeira).

## Poblacions
| Municipi              | Població | Superfície (km²) | Densitat (hab/km²) |
| --------------------- | -------- | ---------------- | ------------------ |
| Areny de Noguera      | 363      | 119              | 3,05               |
| Bonansa               | 102      | 37,3             | 2,73               |
| Montanui              | 285      | 174,2            | 1,64               |
| les Paüls             | 297      | 81,7             | 3,64               |
| el Pont de Montanyana | 148      | 48,2             | 3,07               |
| Sopeira               | 120      | 44,1             | 2,72               |
| el Pont de Suert      | 2508     | 148,62           | 16,86              |
| Vilaller              | 696      | 58,68            | 11,86              |
| la Vall de Boí        | 1076     | 219,49           | 4,9                |
| Benasc                | 2219     | 233,2            | 9,52               |
| Saünc                 | 360      | 73'3             | 2'04               |
| Gia                   | 105      | 25,95            | 4,05               |
| Castilló de Sos       | 788      | 31,72            | 24,84              |
| Vilanova d'Éssera     | 154      | 7                | 22                 |
| Bissaürri             | 208      | 63,29            | 3,29               |
| Sessué                | 127      | 5,56             | 22,84              |
| Totals                | 9556     | 1323'11          | 7'22               |

## Geografia
Actualment, la major part de l'Alta Ribagorça es troba sota administració aragonesa, però els municipis de la Vall del Pont de Suert són administrats per la Generalitat de Catalunya. Geogràficament comprèn el sector ponentí dels Pirineus catalans, entre la zona axial (N) i les Serres Interiors (S), que separen l'Alta de la Baixa Ribagorça, que s'estén fins a les Serres Exteriors. Les Serres Interiors tallen les principals conques fluvials de totes dues comarques (l'Éssera, l'Isàvena i la Noguera Ribagorçana), que divideixen l'Alta Ribagorça en quatre valls principals: la vall del Pont (de Suert, se sobreentén), la vall de Barravés i la vall de Castanesa (les dues últimes valls són les que formen el Paülès), pertanyents a la conca de la Noguera Ribagorçana, i la vall de Benasc, íntegrament a la conca de l'Éssera. Tancada entre muntanyes (entre les quals destaca el massís de la Maladeta, amb el Pic d'Aneto, 3 404 m), aquesta última subcomarca presenta nombroses afinitats tant econòmiques com històriques i socials amb la subcomarca de la vall del Pont, de la qual només resta separada per la Noguera Ribagorçana.

## Evolució comarcal
L'evolució comarcal, econòmicament molt depressiva, s'ha vist afectada especialment, per la manca de nuclis aglutinadors, pel despoblament accelerat i pel predomini d'un sector primari amb escasses perspectives. La conjunció d'aquests factors ha fet de l'Alta Ribagorça una comarca poc cohesionada internament i amb una dinàmica econòmica molt negativa. El 52% de la població es dedica al sector primari amb considerables diferències segons els indrets, tot i que hi predomina el sector primari, que es basa en la ramaderia (oví i boví) i els conreus es redueixen als farratges. La indústria (9% dels actius) és gairebé inexistent a la comarca. Les iniciatives són molt aïllades i només té una certa força l'aprofitament hidroelèctric, concentrat a les conques de la Noguera Ribagorçana i de l'Éssera. Pel que fa al sector terciari, només cal esmentar el creixement turístic de la vall de Benasc, fet a partir de la dècada de 1970. La major part dels treballadors del sector (32%) es concentren a Benasc. La construcció, impulsada periòdicament pel turisme benasquès o per les construccions hidràuliques, ocupava el 1991 el 8% dels actius. Les activitats comercials són escasses. Dins de la comarca, només Benasc, Castilló de Sos i el Pont tenen un cert pes, que queda molt apagat per la notable influència de Benavarri i Graus.

## Accés
Les vies de comunicació principals són la N-340, de Tortosa a Banyeres, que segueix el curs de la Noguera Ribagorçana, i la que va de Castilló de Sos a Graus, seguint el curs de l'Éssera.

## Demografia

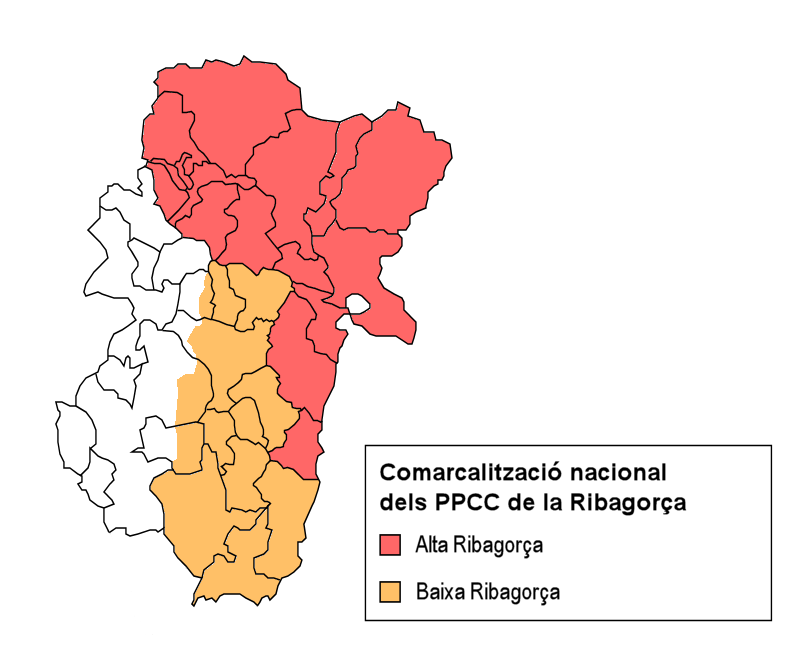
En vermell, el territori de l'Alta Ribagorça

La despoblació ha estat constant a la comarca. El 1991 hi havia un total de 6473 habitants, dada que contrasta amb els 17501 habitants censats el 1930. Els períodes més greus de despoblament s'han esdevingut d'ençà 1965, acabades les grans construccions hidràuliques, i han originat una població molt envellida. Els nuclis més poblats són el Pont i Benasc. Tots dos superen el miler d'habitants però la seua evolució és ben dispar. El Pont perd població de forma accelerada, mentre que Benasc és l'únic municipi de tota la comarca que manté, gràcies al turisme, un cert creixement.

## Història
La Ribagorça va ser poblada originàriament per població bascoide, que va conservar la seva personalitat, i en una bona part la seva llengua, durant el primer mil·lenni de l'era cristiana; va ser també de lenta cristianització a causa de l'aïllament respecte als territoris veïns. Després de l'ocupació del territori pels sarraïns, els comtes de Tolosa, com una iniciativa particular, van conquerir la part septentrional del país juntament amb les altes valls pallareses al principi del segle IX i van crear així el comtat de Ribagorça.

## Divisió aragonesa del 2002
El 2002 el govern d'Aragó va aprovar una nova divisió comarcal que, amb el nom de Ribagorça, agrupava els municipis de l'Alta Ribagorça (sense la Vall del Pont) i de la Ribagorça, a més d'alguns municipis aragonesos aragonesòfons.